# Costanzo Preve
 (décembre 2023).
Costanzo Preve, né le 14 avril 1943 à Valenza et mort le 23 novembre 2013 à Turin, est un philosophe italien. Il est l'auteur de nombreux livres et essais de réflexion philosophique, publiés en Italie et à l'étranger.

## Biographie
Fils d'un père fonctionnaire dans la compagnie d'État des chemins de fer et d'une mère d'origine arménienne orthodoxe, il est familiarisé très tôt par sa grand-mère avec la langue française et commence grâce à elle à connaître la langue et la culture grecques. Il étudie à Turin et termine la  maturità classica  en 1962 ; durant les mois de l'été il travaille à la campagne en Angleterre.
Sous la pression de son père, il s'inscrit en 1962 à la faculté de droit de l'Université de Turin. Constatant son désintérêt total pour les études juridiques, il décide en 1963 de s'inscrire à la faculté de Sciences Politiques, que pourtant il ne fréquentera jamais. En 1963 il réussit le concours donnant accès à une bourse d'études à l'Université de la Sorbonne à Paris où il se rend avec le projet de suivre des études de philosophie ; il suivra là-bas les cours sur Hegel de Jean Hyppolite, il fréquentera les séminaires de Louis Althusser et rencontrera Jean-Paul Sartre. Sous l'influence de Roger Garaudy et de Gilbert Mury, il se rapprochera de Marx.
À Paris il suit par ailleurs des cours de philosophie grecque classique et d'étude germanique et en 1964, grâce à une bourse d'études il se rend pour un semestre en Allemagne, à l'Université libre de Berlin. L'année suivante il se rend à Athènes où il étudie le grec classique avec Panagis Lekatsas et l'histoire contemporaine avec Nikos Psyroukhis qui exercent sur lui une grande influence. Il y prépare une thèse de grec moderne sur le thème des Lumières en Grèce et ses tendances radicales et révolutionnaires.
En 1967, il revient à Turin où il se marie l'année suivante. En 1970, il passe le concours national d'habilitation pour enseigner la philosophie et l'histoire au lycée. Il enseignera dans les lycées italiens durant 35 ans (1967-2002). Durant deux ans, il enseigne le français et l'anglais et durant trente-trois ans l'histoire et la philosophie.
Les années allant de 1967 de 1978 sont des années d'intense activité politique, adhérent de 1973 à 1975 au Parti communiste italien puis militant dans différents groupes de la gauche extra-parlementaire ; dans ces années l'activité philosophique de Costanzo Preve est centrée sur la tentative de concilier existentialisme, communisme, marxisme et philosophie. En 1978 Gianfranco La Grassa, Maria Turchetto et Augusto Illuminati l'invitent à collaborer à différents projets : avec eux il fondera le CSMS (Centro Studi di Materialismo Storico) de Milan dont il rédigera en outre le manifeste programmatique. Dans ce contexte et pour le financement de ce centre, il sort son premier livre indépendant, La filosofia imperfetta, Franco Angeli, 1984. Ce texte marque son adhésion aux thèses de Georg Lukács de L'Ontologie de l'être social et ainsi son éloignement par rapport à l'école d'Althusser.
En 1983 il contribue à organiser avec Emilio Agazzi, un congrès international consacré au centenaire de la mort de Marx (Milan, décembre 1983) et y fait une communication sur les catégories de nécessité et de possibilité chez Marx. De cette expérience naît une revue appelée Marx 101 qui sortira durant deux décennies de suite en deux séries de numéros monographiques et dont il appartiendra au Comité de rédaction.
Durant les années 1980, il collabore au mensuel théorique Democrazia proletaria, organe du parti du même nom (1976-1991), qui deviendra avec d'anciens membres du PCI, le Parti de la refondation communiste. Il ne sera inscrit à Democrazia Proletaria que pour une brève période (1988-1991), faisant partie de la direction nationale. Dans la bataille politique entre les partisans d'un choix écologiste (Mario Capanna) et néocommuniste, il soutient les seconds par une série d'articles.
En 1991, quand les membres de Democrazia Proletaria et de l'Associazione Culturale Marxista créent ensemble le Parti de la refondation communiste, Preve abandonne le militantisme politique direct. Entre 1989 et 1994, en publiant huit ouvrages auprès de l'éditeur Vangelisti de Milan, il tente sa « dernière tentative de mise en cohérence d'un paradigme philosophique marxiste global ». À partir de la seconde moitié des années 90, on constate une discontinuité dans sa production philosophique : il opte pour l'abandon de tout « isme » de référence, déclarant sortir de la « prétendue Gauche »  et de ses procédures d'« acceptation et de cooptation ». Ses penseurs de référence sont à ce jour Aristote, Hegel et toujours Marx.
Auteur et essayiste très prolifique, il a dédié ses réflexions les plus récentes à des thèmes comme le communautarisme, la géopolitique (depuis 2005, il a travaillé régulièrement avec la revue Eurasia), l'universalisme, la question nationale, la philosophie classique, tout en conservant une attention interrompue pour les rapports entre marxisme et philosophie (Storia critica del marxismo).

## Pensée
Sa réflexion peut être distinguée selon deux périodes. Dans la première période (1975-1991 environ), il a cherché à s'opposer à la dérive post-moderne suivie par l'écrasante majorité de la gauche italienne en cherchant à faire siennes les meilleurs traditions du marxisme indépendant (surtout le dernier Lukács, le dernier Althusser, Ernst Bloch).
Dans un second temps, après la fin du socialisme réel (que Preve appelle comunismo storico novecentesco – 1917-1991), et se dissociant de toutes les tentatives de continuation/refondation purement politique et organisationnelle, il a au contraire travaillé à une refondation générale de type anthropologique du communisme, et ce toujours en discontinuité tant théorique que politique avec les différentes composantes de la gauche italienne (PRC et école opéraïste ou post-opéraïste, autour de Toni Negri en particulier).
Durant les années 1990, ses interventions ont été publiées dans les revues liées à la gauche alternative (L'Ernesto, Bandiera Rossa) que dans des revues comme Indipendenza e Koiné, Comunità e Resistenza. Il est actuellement rédacteur de la revue Comunismo e Comunità.
Ardent souverainiste, ami du penseur Alain de Benoist, il a expliqué qu'il aurait voté Marine Le Pen en 2012 aux premier et au second tours s'il avait été français et qu'elle avait été présente aux deux tours.

## Œuvres (extraits)
- La classe operaia non va in paradiso: dal marxismo occidentale all'operaismo italiano (in AA.VV., Alla ricerca della produzione perduta). 1982, Dedalo
- Cosa possiamo chiedere al marxismo (in AA.VV., Il marxismo in mare aperto). 1983, Franco Angeli
- La filosofia imperfetta. Una proposta di ricostruzione del marxismo contemporaneo. 1984, Franco Angeli
- La teoria in pezzi. La dissoluzione del paradigma teorico operaista in Italia (1976-1983). 1984, Dedalo
- La ricostruzione del marxismo fra filosofia e scienza (in AA.VV., La cognizione della crisi. Saggi sul marxismo di Louis Althusser). 1986, Franco Angeli
- Vers une nouvelle alliance. Actualité et possibilités de développement de l'effort ontologique de Bloch et de Lukàcs (in AA.VV. Ernst Bloch et György Lukács. Un siècle après). 1986, Actes Sud [tradotto in tedesco con il titolo Verdinglichung und Utopie. 1987, Sendler]
- La rivoluzione teorica di Louis Althusser (in AA.VV., Il marxismo di Louis Althusser). 1987, Vallerini Editore
- Viewing Lukàcs from the 1980s. 1987, The University of Chicago Press
- La musa di Clio vestita di rosso (in AA.VV., Trasfromazione e persistenza. Saggi sulla storicità del capitalismo). 1990, Franco Angeli
- Il filo di Arianna. Quindici lezioni di filosofia marxista. 1990, Vangelista
- Il convitato di pietra. Saggio su marxismo e nichilismo. 1991, Vangelista
- L'assalto al cielo. Saggio su marxismo e individualismo. 1992, Vangelista
- Il pianeta rosso. Saggio su marxismo e universalismo. 1992, Vangelista
- L'ideologia Italiana. Saggio sulla storia delle idee marxiste in Italia. 1993, Vangelista
- The dream and the reality. The spiritual crisis of western Marxism (in AA.VV., Marxism and spirituality. An international anthology). 1993, Bengin and Gavey
- Il tempo della ricerca. Saggio sul moderno, il postmoderno e la fine della storia. 1993, Vangelista
- « Louis Althusser. La lutte contre le sens commun dans le mouvement communiste "historique" au XXe siècle » (in AA.VV, Politique et philosophie dans l'œuvre de Louis Althusser). 1993, Presses Universitaires de France
- L'eguale libertà. Saggio sulla natura umana. 1994, Vangelista
- Oltre la gabbia d'acciaio. 1994, Vangelista, (avec Gianfranco La Grassa)
- Il teatro dell'assurdo (cronaca e storia dei recenti avvenimenti italiani), 1995, Punto rosso, (avec Gianfranco La Grassa)
- Un elogio della filosofia. 1996 Punto Rosso
- La fine di una teoria. Il collasso del marxismo storico del Novecento. 1996, Unicopli, (avec Gianfranco La Grassa)
- Il comunismo storico novecentesco (1917-1991). 1997, Punto Rosso
- Gesù uomo nella storia, Dio nel pensiero. 1997, CRT, (avec Massimo Bontempelli)
- L'alba del Sessantotto. Una interpretazione filosofica. 1998, CRT
- Marxismo, Filosofia, Verità. 1998, CRT
- Destra e sinistra. La natura inservibile di due categorie tradizionali. 1998, CRT
- La questione nazionale alle soglie del XXI secolo. 1998, CRT
- Le stagioni del nichilismo. Un'analisi filosofica ed una prognosi storica. 1998, CRT
- Contro il capitalismo, oltre il comunismo. Riflessioni su di una eredità storica e su un futuro possibile. 1998, CRT
- La fine dell'Urss. Dalla transizione mancata alla dissoluzione reale. 1999, CRT
- Il ritorno del clero. La questione degli intellettuali oggi. 1999, CRT
- Le avventure dell'ateismo. Religione e materialismo oggi. 1999, CRT
- Un nuovo manifesto filosofico. Prospettive inedite e orizzonti convincenti per il pensiero. 1999, CRT, (avec Andrea Cavazzini)
- Hegel Marx Heidegger. Un percorso nella filosofia contemporanea. 1999, CRT
- Scienza, politica, filosofia. Un'interpretazione filosofica del Novecento. 1999, CRT
- I secoli difficili. Introduzione al pensiero filosofico dell'Ottocento e del Novecento. 1999, CRT
- Il bombardamento etico. Saggio sull'interventismo umanitario, l'embargo terapeutico e la menzogna evidente. 2000, CRT
- Marxismo e filosofia. Note, riflessioni e alcune novità. 2002, CRT
- Un secolo di marxismo. Idee e ideologie. 2003, CRT
- Marx inattuale. Eredità e prospettiva. 2004, Bollati Boringhieri
- Dove va la destra? Dove va la sinistra? (avec Giano Accame). 2004, Edizioni Settimo Sigillo
- Comunitarismo Filosofia Politica. 2004, Noctua
- L'ideocrazia imperiale americana. 2004, Edizioni Settimo Sigillo
- Filosofia del presente. 2004, Edizioni Settimo Sigillo
- Filosofia e Geopolitica. 2005, Edizioni all'insegna del Veltro, (introduction de Tiberio Graziani)
- Dialoghi sul presente. Alienazione, globalizzazione, Destra/Sinistra, atei devoti. Per un pensiero ribelle (avec Alain de Benoist, introduction de Giuseppe Giaccio). 2005 Controcorrente
- Marx e gli antichi greci. 2005, Petite Plaisance, (avec Luca Grecchi)
- Il popolo al potere. Il problema della democrazia nei suoi aspetti storici e filosofici. 2006, Arianna Editrice, (introduction de Giuseppe Giaccio)
- Verità e relativismo. Religione, scienza, filosofia e politica nell'epoca della globalizzazione. 2006, Alpina (introduction de Franco Cardini)
- Elogio del comunitarismo. 2006, Controcorrente
- Storia della dialettica. 2006, Petite Plaisance
- Storia critica del marxismo. 2007, Edizioni Città del Sole, (introduction de André Tosel)
- Storia dell'etica. 2007, Petite Plaisance
- Storia del Materialismo. 2007, Petite Plaisance
- Una approssimazione al pensiero di Karl Marx. Tra materialismo e idealismo. 2007, Il Prato (introduction de Diego Fusaro)
- Ripensare Marx. Filosofia, Idealismo, Materialismo. 2007, Editrice Ermes
- Alla ricerca della speranza perduta. 2008, Settimo Sigillo, (avec Luigi Tedeschi)
- La quarta guerra mondiale. 2008, Edizioni all'insegna del Veltro
- Il marxismo e la tradizione culturale europea, 2009, Petite Plaisance
- Nuovi signori e nuovi sudditi. Ipotesi sulla struttura di classe del capitalismo contemporaneo, 2010, Petite Plaisance (with Eugenio Orso)
- Logica della storia e comunismo novecentesco. L'effetto di sdoppiamento, 2010, Petite Plaisance (with Roberto Sidoli)
- Filosofia della verità e della giustizia. Il pensiero di Karel Kosík, 2012, Petite Plaisance (with Linda Cesana)
- Lettera sull'umanesimo, 2012, Petite Plaisance
- Una nuova storia alternativa della filosofia. Il cammino ontologico-sociale della filosofia, 2013, Pistoia, Petite Plaisance.

### Ouvrages traduits en français
- Histoire critique du marxisme [« Storia critica del marxismo »] (trad. de l'italien), Paris, Armand Colin, coll. « U », 2011, 312 p. (ISBN 978-2-200-25926-6)
- Éloge du communautarisme : Aristote - Hegel - Marx [« Elogio del comunitarismo »] (trad. de l'italien, préf. Michel Maffesoli), Paris, Krisis, 2012, 267 p. (ISBN 978-2-916916-08-8, lire en ligne)
- La Quatrième Guerre mondiale [« La Quarta Guerra mondiale »] (trad. de l'italien par Yves Branca), Paris, Astrée, 2013, 218 p. (ISBN 979-10-91815-05-5)
- Nouvelle histoire alternative de la philosophie : Le chemin ontologico-social de la philosophie, trad. de l'italien par Yves Branca, Éditions Perspectives Libres, Paris, Décembre 2017,  690 pages,  (ISBN 979-10-90742-383).